# Frohnsdorf (Treuenbrietzen)
Frohnsdorf ist ein Ortsteil der Stadt Treuenbrietzen im brandenburgischen Landkreis Potsdam-Mittelmark.

## Lage

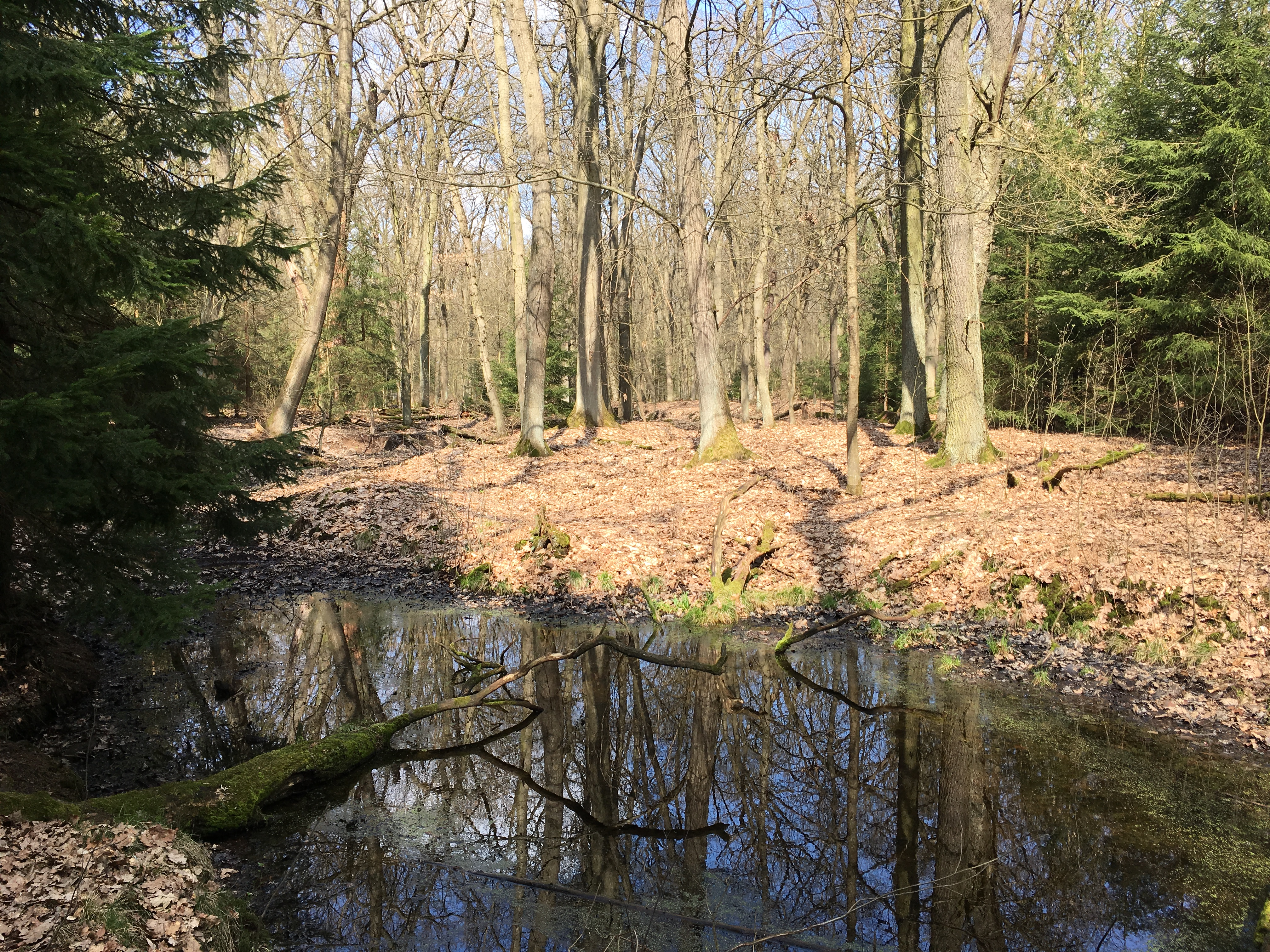
Nieplitzquelle

Frohnsdorf liegt südöstlich etwa sechs Kilometer vom Ortskern Treuenbrietzens entfernt an der B102 Richtung Jüterbog. Südlich von Frohnsdorf entspringt in mehreren Sickerquellen die Nieplitz. Ebenfalls südlich bis südwestlich verläuft die Grenze des Naturparks Nuthe-Nieplitz, welcher die Siedlung und Teile der zugehörigen Waldgebiete mit einschließt.
Der Haltepunkt Frohnsdorf lag an der Bahnstrecke Jüterbog–Nauen.

## Geschichte

### 14. und 15. Jahrhundert
Bereits 1375 wurde Frohnsdorf im Landbuch Kaiser Karls IV. mit einer Größe von 44 Hufen aus Fronstorff, Fronstorp, Frenstorff und Vronstorf urkundlich erwähnt. Vier davon besaß der Lehnschulze. Im Dorf lebten weiterhin eine nicht näher genannte Anzahl an Kossäten; es gab keinen Krug. Allerdings erschien bereits im Jahr 1326 ein Jacob de vronstorp in Treuenbrietzen; die Siedlung ist daher älteren Datums. Sie gehörte vor 1375 bis 1428 der Familie von Lindow. Im genannten Jahr kaufte die Stadt Treuenbrietzen das Lehen für Frohnsdorf von Heinrich von Lindow zum Preis von 400 Gulden und bekam das an der Nieplitz gelegene Dorf schließlich von Markgraf Johann komplett übereignet. Das Dorf war besetzt, wurde allerdings „wüst gelegt“, das heißt, es verschwand als Ortschaft. Das Rittergut soll westlich gelegen haben.

### 16. und 17. Jahrhundert
Im 16. Jahrhundert entstand auf 32 Hufen ein Ratsvorwerk mit einer Schäferei, während die verbleibenden zwölf Hufen an Bürger Treuenbrietzens verpachtet wurden. Im Jahr 1541 war in den Akten von vierzig Hufe zu fronstorff die Rede. Der Pfarrer in Treuenbrietzen erhielt von den Bewohnern von diesen 40 Hufen je einen halben Scheffel Roggen pro Hufe. Dieses Vorwerk wurde 1586 durch eine weitere Schäferei sowie eine Meierei erweitert. Zum Ende des 17. Jahrhunderts gab es die Schäferei mit elf Kühen, drei Fersen, einem Bullochsen, sechs Zugochsen, sechs Kälbern, 119 Schafen, zehn Rammböcken, 60 jährigen Hammeln, 37 Jährlingen, 93 jungen Lämmern und zwölf Körben Bienen. Auf die Äcker wurden sechs Wispel Korn Aussaat ausgebracht. Im Jahr 1620 ließ die Stadtverwaltung von Treuenbrietzen eine Walkmühle errichten, um das Tuchmacherhandwerk zu fördern. Der Walkmüller musste sechs Gulden bezahlen, von denen das Amt Zinna einen Gulden erhielt. Nachdem sich Steuerschulden angehäuft hatten, wurde die Mühle an den Kurfürsten verpfändet, aber später wieder von der Stadt ausgelöst. Außerdem entstand eine Forellenzucht. Im Jahr 1756 entstand für 598 Taler eine Weißgerbermühle. Das Bauholz stammte aus dem königlichen Forst.
1775 beabsichtigte Friedrich, II. die Wiederherstellung Frohnsdorfs als Siedlung. Auf seine Veranlassung wurden zuerst sechs Kolonisten in drei Doppelhaushälften angesiedelt, denen jedoch im Laufe der Jahre weitere folgen sollten. Es gab zwei Walkmühlen. Die Kolonisten aus Sachsen erhielten je einen Morgen (Mg) Acker und Wiese. Außerdem hatten sie das Recht, Holz zu schlagen und je eine Kuh und ein Schwein zu halten. Hierfür mussten sie 16 bzw. 4 Groschen an Steuern bezahlen. Nach drei steuerfreien Jahren wurden außerdem ein Grundzins in Höhe von einem Taler sowie ein Tag Frondienst pro Woche erhoben.

### 18. bis 21. Jahrhundert
Im Jahr 1801 bestand das Vorwerk mit sechs Büdnern und zwei Einliegern sowie zwei entfernt liegenden Walkmühlen. Die Gemarkung war 40 Lehnhufen groß; dort wurden acht Feuerstellen (=Haushalte) betrieben. Im Jahr 1801/1803 kamen zu den sechs Kolonisten vier weitere Familien hinzu. Die Ansiedlung wuchs auf zwölf Wohnhäuser im Jahr 1837 an. Im Jahr 1854 löste die Stadt das Kammereigut auf und ließ das Land aufforsten; die Försterei Frohnsdorf entstand. Der Gutsbezirk einschließlich der Kolonie und der sogenannten Hinteren Walkmühle kam 1859 zur Stadt Treuenbrietzen. So entstand die Kolonie Frohnsdorf. Die Gemarkung war 17 Morgen groß und bestand zu 15 Morgen aus Gehöften und zu zwei Morgen aus Acker (1858). Im Dorf standen zwölf Wohn- und 22 Wirtschaftsgebäude, darunter eine Wasserwalkmühle. Frohnsdorf bestand im Jahr 1891 aus der Kolonie und Forsthaus. Zum Ende des 18. Jahrhunderts stellten die Walkmühlen auf Grund der Industrialisierung ihren Betrieb ein.
Im Jahr 1925 bestand Frohnsdorf aus der Ansiedlung und Oberförsterei und wurde 1931 ein Wohnplatz von Treuenbrietzen. In den 1930er-Jahren wurde an der heutigen B102 eine neue Siedlung gegründet. Die Einwohner waren zumeist Arbeiter aus den umliegenden Fabriken. Diese Siedlung bildet – neben der später errichteten Waldsiedlung und einigen Häusern am Lauf der Nieplitz – den Hauptteil des heutigen Frohnsdorf. Die ebenfalls in den 1930er Jahren errichtete Waldschule beherbergt heute ein Hotel. Das Gebäude der Walkmühle wurde bis 1960 als Wohnhaus genutzt, verfiel aber zusehends und wurde schließlich abgerissen. Im Jahr 1973 bestand im Ort eine Revierförsterei.

## Bevölkerungsentwicklung
| Jahr      | 1801 | 1817 | 1837 | 1858 | 1871 | 1885 | 1895 | 1905 | 1925 |
| Einwohner | 54   | 73   | 84   | 57   | 45   | 62   | 45   | 58   | 80   |

## Kultur und Sehenswürdigkeiten
- Landwehrmann-Denkmal: Nordwestlich von Alt Frohnsdorf erinnert das Landwehrmann-Denkmal an einen gefallenen Landwehrmann, der bei der Schlacht bei Dennewitz schwer verwundet worden war und kurz darauf an einem Baum verstarb. Dieser wurde zu seinen Ehren als Landwehrbaum bezeichnet. Bei Aufforstungsarbeiten im Jahr 1903 fanden Waldarbeiter Reste einer Uniform, die als Bestätigung für die Überlieferung herangezogen wurde. Ein daraufhin errichtetes Denkmal wurde im Jahr 1980 durch die Ortsgruppe der Gesellschaft für Heimatgeschichte restauriert.[9]
- Quelle der Nieplitz
- Im historischen Ortskern stehen zahlreiche Eichen unter Naturschutz.